# Liste des auteurs indiens écrivant en anglais
Cet article présente la liste des auteurs de l’Inde écrivant en anglais.

## Liste
- Arvind Adiga (en)
- Shobhaa De
- Anita Desai
- Tishani Doshi (en)
- Gopi Kottoor (en) (1958- )

- Jayanta Mahapatra (en) (1928- )
- R K Narayan (en)
- Tapan Kumar Pradhan (1972- )
- Arundhati Roy
- Sudeep Sen (en)
- Vikram Seth